# Ramlösa (quartier de Helsingborg)
Pour les articles homonymes, voir Ramlösa.
Ramlösa est un quartier de la ville de Helsingborg en Suède.
Le quartier est fortement associé à l'eau minérale Ramlösa dont la réputation a depuis longtemps dépassé les frontières suédoises. Bien que l'établissement thérapeutique, fondé en 1707, a fermé ses portes en 1973, l'eau minérale Ramlösa provient toujours de deux sources situées sur les lieux. 